# Robi Weber
Robi Weber (* 14. Juli 1941 in Zürich) ist ein Schweizer Jazzmusiker (Piano), der insbesondere im Bereich des Soul Jazz hervorgetreten ist.
Weber trat Solo, im Duo, im Trio und vor allem mit seinem Quartett auf, das auch durch Sängerinnen und Instrumentalsolisten verstärkt wurde. Zum Quartett gehörten der Vibraphonist Kurt Weil bzw. Thomas Dobler, Bassist Kalli Gerhards und Schlagzeuger Curt Treier. Neben zahllosen Galas, Clubgastspielen und Konzerten trat das Robi Weber Quartet auch an wichtigen Jazzfestivals in der Schweiz (Zürich, Cully, Montreux, Ascona) sowie in Deutschland, Österreich und den Niederlanden auf; auf Tournee war es auch in Thailand, Ghana, Indien und China.
Zweimal wurde das Robi Weber Quartet vom Readers Poll des Schweizer Jazz Magazins und Radio Swiss Jazz zur besten Schweizer Jazz-Combo („The Jazz Winners“) gewählt. 2009 erhielt es den Swiss Jazz Award.

## Diskographische Hinweise
- Soulness (1971)
- Lover of My Soul (1972)
- Mercy, Mercy, Mercy (Readers Digest, 1991)
- All That Groove (Phonag, 1999)
- Soul Jazz – Jazz Soul (Brambus, 2008)
- Favourite Things (Amiata, 2009)